# Međunarodna razvojna asocijacija
Međunarodna razvojna asocijacija (engl. International Development Association, IDA, fr. Association internationale de développement) jeste međunarodna finansijska institucija koja nudi koncesijske zajmove i grantove najsiromašnijim zemljama sveta u razvoju. IDA je član Grupe Svetske banke i sedište joj je u Vašingtonu u Sjedinjenim Državama. Ona je osnovana 1960. godine kao dopuna postojećoj Međunarodnoj banci za obnovu i razvoj davanjem kredita zemljama u razvoju koje pate od najnižeg bruto nacionalnog dohotka, problematične kreditne sposobnosti ili od najnižeg dohotka po stanovniku. Međunarodno udruženje za razvoj i Međunarodna banka za obnovu i razvoj zajednički su poznati kao Svetska banka, jer slede isto izvršno rukovodstvo i rade sa istim osobljem.
Udruženje deli misiju Svetske banke za smanjenje siromaštva i ima za cilj da obezbedi pristupačno finansiranje razvoja zemljama čiji je kreditni rizik toliko loš da ne mogu priuštiti komercijalno zaduživanje ili druge programe Banke. Navedeni cilj IDA-e je da pomogne najsiromašnijim zemljama u bržem, pravičnijem i održivom rastu u smanjenju siromaštva. IDA je najveći pojedinačni davalac sredstava za projekte ekonomskog i humanog razvoja u najsiromašnijim državama sveta. Od 2000. do 2010. godine finansirala je projekte kojima je regrutovano i obučeno 3 miliona nastavnika, imunizovano 310 miliona dece, finansirano 792 miliona dolara kredita za 120.000 malih i srednjih preduzeća, izgrađeno ili obnovljeno 118.000 kilometara asfaltiranih puteva, izgrađeno ili obnovljeno 1.600 mostova, i proširen pristup poboljšanoj vodi za 113 miliona ljudi i poboljšani sanitarni objekti za 5,8 miliona ljudi. IDA je ukupno izdala zajmove i grantove u iznosu od 238 milijardi američkih dolara od svog pokretanja 1960. godine. Trideset i šest zemalja koje su se zadužile u asocijaciji prešlo je prag o ispunjavanju uslova za njeno koncesijsko pozajmljivanje. Međutim, devet od tih zemalja je imalo manje uspešan razvoj.

## Istorija
Tokom četrdesetih i pedesetih godina 20. veka, zemlje u razvoju sa niskim prihodima počele su da shvataju da više ne mogu da priušte pozajmljivanje kapitala i da su im potrebni povoljniji uslovi pozajmljivanja od Međunarodne banke za obnovu i razvoj (IBRD). Na početku svog mandata 1949. godine, tadašnji predsednik Sjedinjenih Država Hari S. Truman okupio je savetodavnu grupu da predloži načine za ostvarenje njegovog Programa četiri tačke, od kojih je značajna komponenta bio napor da se ojačaju zemlje u razvoju, posebno one najbliže Istočnom bloku, kako bi ih odvratili od usklađivanja sa drugim komunističkim državama. Savetodavna grupa je preporučila međunarodni mehanizam koji bi funkcionisao negde između pružanja strogo pozajmljenih i potpuno doniranih sredstava. UN i vlada Sjedinjenih Država objavile su izveštaje u kojima izražavaju podršku stvaranju multilateralnog, koncesijskog programa zajma za najsiromašnije zemlje u razvoju. Međutim, Sjedinjene Države uglavnom nisu reagovale i ultimatno su bile preokupirane svojim učešćem u Korejskom ratu i nisu bile uverene da je razvoju potreban veći finansijski podsticaj.
Zemlje u razvoju postajale su sve frustriranije svojom nemogućnošću da priušte pozajmice IBRD-a i shvatile su Marshallov plan kao srazmerno velikodušan poklon evropskim zemljama. Krajem četrdesetih i početkom pedesetih godina, zemlje u razvoju počele su da pozivaju Ujedinjene nacije (UN) da stvore razvojnu agenciju koja će nuditi tehničku podršku i koncesionalno finansiranje, sa posebnom željom da se ta agencija pridržava konvencija drugih UN tela pri čemu svaka zemlja ima jedan glas, za razliku od ponderisanog glasa. Međutim, Sjedinjene Države su se na kraju usprotivile predlozima takve prirode. Kako su Sjedinjene Države postajale sve više zabrinute progresom Hladnog rata, dale su koncesiju 1954. godine po nalogu svog Stejt departmenta podržavajući koncepciju Međunarodne finansijske korporacije (IFC). Uprkos pokretanja IFC-a 1956. godine, zemlje u razvoju uporno su zahtevale stvaranje novog mehanizma koncesionog finansiranja i ideja je dobila na značaju u okviru IBRD-a. Tadašnji predsednik IBRD-a Judžin R. Blek, stariji, otpočeo je razmatreanje pojma Međunarodnog udruženja za razvoj, nasuprot ideji o koncesiji pod nazivom Specijalni fond Ujedinjenih nacija za ekonomski razvoj (SUNFED) kojim upravljaju Ujedinjene nacije. Pol Hofman, bivši administrator Maršalovog Plana, predložio je ideju povoljnog kredita u okviru Svetske banke, gde bi SAD imale preovlađujući glas u dodeljivanju takvih zajmova. Demokratski senator Majk Monronej iz Oklahome podržao je ovu ideju. Kao predsedavajući Senatskog pododbora za međunarodne finansije, Monronej je predložio rezoluciju kojom se preporučuje studija potencijalnog osnivanja Međunarodne asocijacije za razvoj koja bi bila povezana sa IBRD. Monronejev predlog je bio preferiran u Sjedinjenim Državama u odnosu na SUNFED. Rezolucija je usvojena u senatu 1958. godine, a zatim je Ministar finansija SAD Robert B. Anderson ohrabrio druge zemlje da sprovedu slične studije. Odbor guvernera Svetske banke je 1959. godine odobrio rezoluciju formulisanu u SAD-u kojom se poziva na izradu dokumenta sporazuma. SUNFED je kasnije postao Specijalni fond i spojio se sa Proširenim programom tehničke pomoći da bi se formirao Program Ujedinjenih nacija za razvoj.
Krajem januara 1960. petnaest zemalja potpisalo je dokument sporazuma kojim je osnovano Međunarodno udruženje za razvoj. Udruženje je pokrenuto u septembru iste godine sa početnim budžetom od 913 miliona dolara (7,1 milijarda dolara u 2012. godinei). Tokom narednih osam meseci nakon pokretanja, IDA je narasla na 51 državu članicu i odobreni su krediti u iznosu od 101 milion dolara (784,2 miliona američkih dolara u 2012 dolaru) za četiri zemlje u razvoju.

## Upravljanje i operacije
IDA-om upravlja Odbor guvernera Svetske banke koji se sastaje godišnje i sastoji se od jednog guvernera po zemlji članici (najčešće državnog ministra finansija ili sekretara trezora). Odbor guvernera delegira većinu svojih ovlašćenja nad dnevnim pitanjima kao što su pozajmljivanje i poslovanje na Odbor direktora. Upravni odbor se sastoji od 25 izvršnih direktora, a njime predsedava predsednik Grupe Svetske banke. Izvršni direktori kolektivno predstavljaju svih 187 država članica Svetske banke, iako se odluke u vezi sa pitanjima IDA tiču samo 172 države članice IDA. Predsednik nadgleda celokupan pravac i svakodnevne operacije IDA. Prema podacima iz jula 2012, Džim Jong Kim služi kao predsednik Grupe Svetske banke. Udruženje i IBRD posluju sa osobljem od približno 10.000 zaposlenih.
IDA nadgleda Nezavisna grupa za procenu banke. Godine 2009, grupa je identifikovala slabosti u nizu kontrola koje se koriste za zaštitu od prevara i korupcije u projektima podržanim od strane IDA kredita. Grupa je 2011. preporučila Banci da pruži priznanje i podsticaje osoblju i rukovodstvu za sprovođenje aktivnosti kojima se sprovodi Pariska deklaracija o efektivnosti pomoći principa harmonizacije i usklađivanja, promoviše veća upotreba sektorskih pristupa koordinaciji i objašnjavaju razlozi za ne korišćenja sistema finansijskog upravljanja u datoj zemlji, kako bi zemlja klijent mogla da otkloni te nedostatke. Takođe je preporučeno da Banka sarađuje sa razvojnim partnerima na jačanju liderstva u koordinaciji razvojne pomoći nudeći veću finansijsku i tehničku podršku. Ekonomisti za razvoj, poput Vilijama Isterlija, sproveli su istraživanje kojim je IDA rangirana kao telo sa najviše transparentnosti i najboljim praksama među donatorima razvojne pomoći.
Istraživači iz Centra za globalni razvoj očekuju da će se IDA-ina kolekcija zemalja koje se mogu zadužiti smanjiti za polovinu do 2025. godine (obeležavanja 65. godišnjice osnivanja udruženja) zbog ostvarenog razvoja i da će se preostali zajmoprimci sastojati prvenstveno od afričkih zemalja i suočiti se sa značajan padom broja stanovništva. Ove promene podrazumevaće potrebu da udruženje pažljivo ispita svoje finansijske modele i poslovanje kako bi utvrdilo odgovarajuću strategiju za napredak. Centar je preporučio rukovodstvu Svetske banke da započne raspravu o dugoročnoj budućnosti IDA.